# Кайзер, Алоиз
Алоиз Кайзер (нем. Alois Kayser; 29 марта 1877, Лупштейн, Эльзас — 21 октября 1944, остров Чуук) — немецкий католический миссионер.
Прожил около 40 лет на острове Науру, где написал учебник науруанской грамматики и (вероятно) немецко-науруанский словарь. В 1943 году был депортирован вместе со всем населением острова японцами на остров Трук (ныне Чуук), где и умер. Его именем назван технический Кайзеровский колледж, расположенный в округе Ева — единственное учебное заведение профессионального образования на острове.